# Берёзовка (Хорошевский район)
Берёзовка (укр. Березівка) — село на Украине, находится в Хорошевском районе Житомирской области.
Население по переписи 2001 года составляет 223 человека. Почтовый индекс — 12142. Телефонный код — 4145. Занимает площадь 5,088 км².

## Адрес местного совета
12142, Житомирская область, Хорошевский р-н, с. Берёзовка, тел.: 7-82-41